# Gustav
Gustav je mužské křestní jméno švédského původu, které vzniklo z Godstawer. Vykládá se jako „opora (sloup) Gotlanďanů“. Podle českého kalendáře má svátek 2. srpna.
Jméno Gustav někdy používali také lidé, jejichž jméno bylo původně Augustin, např. Augustin Kliment, Augustin Bubník nebo Augustin Krist.

## Domácké podoby
Gusta, Gustík, Gustávek

## Statistické údaje
Následující tabulka uvádí četnost jména v ČR a pořadí mezi mužskými jmény ve srovnání dvou roků, pro které jsou dostupné údaje MV ČR – lze z ní tedy vysledovat trend v užívání tohoto jména:
| Rok       | Četnost    | Pořadí   |
| 1999      | 2619       | 109.     |
| 2002      | 2471       | 112.     |
| Porovnání | o 148 méně | o 3 hůře |
| 2006      | 2206       | 128.     |

Změna procentního zastoupení tohoto jména mezi žijícími muži v ČR (tj. procentní změna se započítáním celkového úbytku mužů v ČR za sledované tři roky 1999–2002) je −5,0 %, což svědčí o poměrně značném poklesu obliby tohoto jména.

## Gustav v jiných jazycích
- Slovensky: Gustáv
- Polsky: Gustaw
- Chorvatsky, dánsky: Gustav
- Maďarsky: Gusztáv
- Italsky, španělsky, portugalsky: Gustavo
- Francouzsky: Gustave
- Nizozemsky: Gustaaf
- Švédsky, německy: Gustav nebo Gustaf
- Anglicky: Gustave nebo Gustavus

## Známí nositelé jména

### vladaři
- Gustav Vasa – švédský král
- Gustav II. Adolf – švédský král
- Gustav III. – švédský král
- Gustav IV. – švédský král
- Gustav V. – švédský král
- Gustav VI. Adolf – švédský král

### ostatní
- Gustav Brom – český hudebník a dirigent jazzového orchestru
- Gustaf Dalén – švédský vynálezce a nositel Nobelovy ceny
- Gustavo Dudamel – venezuelský dirigent
- Gustave Flaubert – francouzský spisovatel
- Gustav Frištenský – český sportovec zápasník
- Gustav Hamel – průkopník aviatiky
- Gustav Havel – český motocyklový závodník
- Gustav Hilmar – český herec
- Gustáv Husák – československý komunistický politik a prezident
- Gustav Klimt – rakouský malíř
- Gustav Mahler – rakouský hudební skladatel
- Gustav Machatý – český režisér
- Gustáv Murín – slovenský spisovatel
- Gustav Nezval – český herec
- Gustav Oplustil – český scenárista
- Gustav Sýkora (1889–1966) – český malíř
- Gustav Åhr – americký rapper